# Eurillas
Eurillas is een geslacht van zangvogels uit de familie Pycnonotidae (buulbuuls). De soorten uit dit geslacht komen alleen in Afrika voor.

## Soorten
Het geslacht kent de volgende soorten:
- Eurillas ansorgei  – Ansorges buulbuul
- Eurillas curvirostris  – Alexanders buulbuul
- Eurillas gracilis  – Dwergbuulbuul
- Eurillas latirostris  – Geelbaardbuulbuul
- Eurillas virens  – Groene buulbuul